# Inki
Inki (ednina Inka) so bili ljudstvo v Južni Ameriki, ki so ustanovili močno državo v Andih, na ozemlju današnjih držav Peru, Čile, Bolivija, Argentina in Ekvador imenovano Inkovski imperij. Vladali so med 13. in 16. stoletjem nad obsežnim imperijem z več kot 200 etničnimi skupinami, ki je bilo zelo organizirano. V času največje širitve okoli leta 1530 je obsegal približno 950.000 kvadratnih kilometrov. Po razvojni zgodovini so Inki primerljivi z bronastodobnimi kulturami Evrazije. Ritualno, upravno in kulturno središče je bilo glavno mesto Qusqu (Cusco) v visokogorju današnjega Peruja.
Prvotno je izraz Inka pomenil ime plemena, ki je po lastnem mnenju prišlo od boga sonca Intija in naselilo območje okoli Cusca. Njegov vladajoči klan je kasneje deloval kot plemstvo teokratičnega imperija z istim imenom. Iz njega je bila rekrutirana tudi duhovščina in častniki vojske Inkov. Sapa Inka (samo Inka) je bil naslov vladarja Inkov v Tawantinsuyuju ('dežela štirih delov, imperij štirih regij sveta' - torej samoimenovanje imperija).

## Pregled
Kljub urbani kulturi in znanim kamnitim spomenikom je bila kultura Inkov pretežno kmečka civilizacija, ki je v tisočletjih stari kulturni krajini temeljila na kmetijskih, kulturnih in vladarskih tehnikah, ki so se razvijale več generacij in so z le zelo majhno aristokratsko vladajočo elito, omogočili urbani življenjski slog.
Legitimnost njihove moči je temeljila nenazadnje na poklonih in delu, ki so ga sicer opravljale ekonomsko v glavnem samozadostne kmečke skupnosti za oskrbo prebivalstva, ki so mu vladale v podnebnih, topografsko in vegetativno radikalno različnih okoljskih conah, da bi premostili vrzel v primeru pogostih poplav, suše in drugih nesreč, prerazporediti za oskrbo vojske med pogostimi pohodi. Nobena študija ni razkrila nobenih znakov podhranjenosti v obdobju Inkov pri nobenem pregledanem truplu.
Inki so govorili kečuanščino (runa simi = jezik ljudstva), uporabljali vozlano pisavo Quipu (Kipu) in vzorce Tocapu, ki so bili vtkani v tekstil in za katere še ni zanesljivo ali so bili pisani. Ker Inke niso imeli denarja, niso razvili davkov v evropskem smislu. Namesto tega so razvili uradno državo, ki je z obsežnimi, natančnimi, statističnimi evidencami določala in usklajevala vse storitve in potrebe, vse vire, davčne obveznosti in njihovo distribucijo. Storitve, namenjene državi, so se torej izvajale s strogo kolektivnim delom: prebivalstvo je moralo tretjino delovnega časa delati za Inti, kult sonca, in še tretjino za Inke, torej vladajočo aristokracijo in vojsko. Zadnja tretjina delovnega časa je bila namenjena preživljanju družine, starejših, bolnih, vdovam, sirotam in tistim, ki jih potrebujejo. Aristokracija, javni uslužbenci in duhovništvo so imeli privilegije in so bili oproščeni terenske in vojaške službe ter vseh državnih davkov. Plemstvo je smelo nositi zlati nakit. Medtem ko so morali kmetje, ko so dopolnili dvajset let, skleniti monogamen zakon, so moški plemiči smeli živeti v poligamiji.
Vladarje Inkov in zlasti njihove prednike so častili kot božanske ob bogu sonca Intiju, bogu ustvarjalcu Virakoči in boginji zemlje Pačamami. Medtem ko je bilo vsem drugim moškim izrecno prepovedano poročiti se s sestro, mamo, bratrancem, teto ali nečakinjo, se je kralj Inkov poročil s svojo sestro, ko je prevzel položaj, in namigoval na svoj mitski izvor, ki je tako postala kraljica Quya (Koja). Poleg svoje sestre se je Sapa Inka običajno poročil še s hčerkama pomembnih knezov iz pomembnih področij. Njegovega prihodnjega naslednika je Inka izbral le med sinovi Koje, svetovalo pa mu je dvajset sorodnikov, imenovanih svetniki in prvorojenec ni imel višjih zahtev do nasledstva.
Sapa Inka je skozi svoj imperij potoval v nosilnici. Pred njim ste se lahko prikazani samo bosi. Tudi najvišji dostojanstveniki so se morali v znak svoje ponižnosti na monarha prikloniti z vsaj simboličnim poklonom. Sapa Inka je pokazal demonstrativno apatijo do občinstva, ker se ni neposredno obrnil na sogovornike. Svojo osebo je skril za zid ali obraz za dragocenim materialom. V znak svojega kraljevskega dostojanstva je na glavi nosil maskaypacha ali maskapaycha, trak z vijoličastim llawt'u (llautu), dolgo čelasto resico. Svoje dodelane halje je nosil le enkrat. Oblačila, ki jih je nosil, tako kot ostanke, so skrbno zbirali in sežgali vsako leto ob velikem praznovanju.

## Zgodovina
Najzgodnejši pisni viri za zgodovino Inkov so španski konkvistadorji, ki o svojih opažanjih pišejo ob prihodu v Peru. Misijonarji in kronisti so zabeležili ustna izročila o Inkah. Posebej pomembna so obsežna dela dveh perujskih kronistov, ki sta pisala nekaj desetletij kasneje: Inca Garcilaso de la Vega (1539-1616) in Waman Puma de Ayala (rojena okoli 1540, umrla okoli 1615). Ti zapisi odražajo samopodobo Inkov, potem ko so s taktiko in osvajanjem postali prevladujoče pleme v Andih. V teh kronikah zasledimo zatiranje spomina na andske kulture predhodnic, ki so se že izvajale v Inkovskem imperiju. Obstajajo samo netočni podatki o prvih osmih vladarjih Inkov do Inke Huirakoča, zgodovinsko in mitološko so pomešani. Šele na začetku 15. stoletja z vladavino Inka Pachacúteca Yupanqui, ki velja za pravega arhitekta velikega imperija, se je začelo zanesljivejše zgodovinopisje. Dobljeno sliko je treba dopolniti in primerjati z arheološkimi dognanji, kar vodi tudi do polemik. Medtem ko je starejše zgodovinopisje relativno natančno spremljalo izjave kronistov, je zdaj težnja, da se zgodbe kronistov bolj kritizirajo in dajo večjo težo njihovim subjektivno obarvanim pripovedim. Z arheološkimi najdbami finski raziskovalec Martti Pärssinen prihaja do stališča, da je treba v predhodno prevzeto kronologijo imperija Inkov podvomiti in verjetno delno revidirati. Vedno je treba upoštevati, da vse tradicionalno znanje o Inkah izvira iz konteksta sveta, ki ga je že oblikovala španska osvojitev in da ne obstajajo pisni viri, ki bi predstavljali verodostojen glas iz kulture Inkov pred konkvisto.

### Poreklo
V mitologiji Inkov obstaja več legend o nastanku Inke. Najbolj znano je pripovedoval Inca Garcilaso de la Vega, mestic, ki se je preselil v Španijo, katerega mati je prišla iz vladajoče hiše Inkov in je imela dostop do predšpanske tradicije. Po njegovem mnenju je prvi sončni sin Inka Manco Cápac in njegova sestra Mama Ocllo poslala boga sonca Intija, da bi izboljšal svet. Po drugih mitih so se rodili na sončnem otoku v jezeru Titikaka v jami Paritambo. Bog sonca jim je dal zlato palico. Svoje bivališče bi morali postaviti tam, kjer jim je z enim udarcem uspelo palico zabiti v zemljo. Po dolgem pohodu so našli kraj in tam ustanovili mesto Qusqu (Cusco), za katero so Inki verjeli, da je popek sveta.
Mitsko jezero Titikaka, globoko modro ali srebrno svetlečo vodno površino 8000 kvadratnih kilometrov z več otoki, vključno z otokom Lune in Sonca, na katerem je obredni kamen Titiqaqa, ki so ga častili Inke, ki govorijo kečuanščino in potomci prebivalcev Tiahuanaka, ki govorijo ajmarščino.
V nasprotju z njihovim mitom o izvoru so Inki morda dejansko prihajali iz amazonske nižine, kar lahko sklepamo iz gojenja rastline krompirja in kasave, prvotno gojene na gozdnih območjih in iz pogostih upodobitev jaguarja, ki se pojavlja le v tropskih nižinah. Res je, da je bil kondor za Inke tako svet kot sončni sel, kot je bil v vseh prejšnjih kulturah, vendar ga v nasprotju z njimi niso nikoli upodabljali. Dejstvo, da so pred prihodom v porečje Cusca govorili o svojem idiomu, ki naj bi bil povezan z Urujem in Chipajo in katere značilnosti nekateri strokovnjaki povezujejo s perujsko Amazonko, govori v prid tej tezi.

### Vzpon in širitev
Inki so okoli leta 1200 ustanovili mesto Cusco, ki je bilo razdeljeno na dve polovici, zgornji Cusco (Hanan Qusqu ali Hunan Qusqu) in Spodnji Cusco (Urin Qusqu ali Hurin Qusqu). Prvih pet vladarjev Inkov, ki so nosili naslov Sinči (kečua 'vojskovodja', pravzaprav 'močan'), je vladalo iz Spodnjega Cusca, naslednji vladarji z naslovom Sapa Inka pa so prebivali v Zgornjem Cuscu.
Inki so povečali pomen lastne kulture z namernim uničenjem kakršnih koli dokazov o dosežkih svojih predhodnih kultur  in poniževanjem svojih sovražnikov kot barbarov, sovražnih kulturi. Sprva so ajmara promovirali kot lingua franca, dokler kasneje niso ustanovili kečuanščine kot splošnega jezika. Hkrati je znano, da so Inki izkoristili izkušnje prejšnjih kultur, zlasti kulture Huari, ki jim je bila morda vzor, ker so 700 let prej prevladovali na podobno velikem ozemlju.
Ko so Inki prispeli na območje Cusca, so tu živela različna druga plemena, med njimi Gualla in Sauasera. Gualle so napadli sorazmerno majhni Inki in vse pobili. Sauasera so nato združili moči z drugim plemenom in se poskušal braniti pred vsiljivci. Inki so premagali tudi to plemensko zvezo in se lotili podjarmljenja ostalih plemen. Z zasedbo namakalnih sistemov Alcabize in davčnimi obveznostmi, ki so jih naložili Culunchimi, so pod svoj nadzor zajeli območje med rekama Watanay in Tullumayu.
Inti je kot kultni predmet igral glavno vlogo pri osvajanjih. Hranili so ga v slamnati škatli in ga po božje častili. Potomci prvega Inke Manco Cápac niso upali odpreti škatle. Za to je imel pogum le četrti Inka Mayta Cápac. Legenda pravi, da je sveti predmet Inti lahko govoril in svetoval glede  osvajanj.
Drugi Inka, Sinči Roka, imenovan skavt, je začel mirno širjenje proti jezeru Titikaka s prostovoljnim povezovanjem vasi Puchina in Canchi, ki so se ji pridružile še druge.
Njegov naslednik Lloque Jupanqui se je kot tretji Inka odločil osvojiti jezero Titikaka z vojsko od šest do sedem tisoč mož. Ayahuiri so tej širitvi nasprotovali z odločnim vojaškim odporom, ki so ga Inki na koncu prekinili z okrepitvijo. Da bi od tam lahko vodil vojno proti Collijem, hribovskemu plemenu, ki je govorilo ajmara, blizu jezera Titikaka, je dal zgraditi trdnjavo (pucará) kot bazo za odprave in deset tisoč vojakov pod poveljstvom brata Manca Cápca, preden se je preselil v Callao, današnje pristanišče Lima. Na čelu vojske je osvojil provinco Hurin Pacassa do obronkov Sierre Nevade v Srednji Kordiljeri.
Po poroki z Mamo Cabo so se mu rodil trije sinovi, katerih najstarejši Mayta Cápac je postal četrti Inka. V dolgotrajni vojni proti Alcabizom je vojsko razdelil na štiri dele, ki jih je podredil štirim poveljnikom, in sovražnike prisilil k umiku. Tam so Inki petdeset dni oblegali nasprotnike in jim blokirali namakalne sisteme, dokler se Alcabizi niso predali. Mayta Cápac je nadaljeval bitke in se končno poročil z mamo Taoca Ray, s katero sta se mu rodila sinova Cápac Jupanqui in Apo Tarco Huaman (waman = 'sokol').
Peti Inca Cápac Jupanqui je prvič vodil pohode proti bolj oddaljenim ljudstvom: Da bi sprožil nemir v deželi Colla, se je z vojsko podal na pot. Poglavarja Cari in Chipana, ki sta bila oslabljena zaradi dolgotrajnega medsebojnega spopada in se nista bala nič drugega kot to, da bi se nasprotnik lahko povezal s Cápacom Jupanquijem, sta se zavzela za zavezništvo, s katerim ju je Inka vključil pod svoje vplivno področje. Njegova žena Mama Curihilpay (Qorihillpay ali Chuqui Yllpay) je bila hči poglavarja Anta, ki je bil prej sovražnik Inkov. Po besedah kronista Vace de Castra naj bi bila hči Kurake mogočnega Ayarmaca. Od tega trenutka je Inka dobil regionalni pomen.
Šesti Inka Inka Roka se je poročil s hčerjo vladarja Valakanov (Guayllacan ali Huallacan). Iz te povezave je nastal sedmi Inka Jáhuar Huácac. Dejstvo, da je enega od njegovih sinov v mladosti sosednje pleme vzelo za talca, relativizira moč Inkov v tistem času. Odnos do sosednjih Ayarmaca, ki so bili do takrat enakovredni Inkom, se je v tem času spremenil. Naraščajoča prevlada Inkov je vodila do konfliktov. Nazadnje so Ajarmace osvojili s poroko hčere vladarja Tocaya Cápca (Tuqay Qhapaq) z Jahuar Huacacom. S to povezavo je nastala tudi vojaška zveza.
Pod osmim Inkom Huiracoča Inca, se je vplivno področje razširilo na Pisac (od P'isaq = Tinamu) v dolini reke Urubamba ('ravnina pajkov'), se je začela dejanska širitev Inkovskega imperija. Inki so imeli dobre ekonomske odnose z ljudstvom Kečua, ki jih je okrepil zakon med Huiracocha Inco in poglavarjevo hčerko. Njihovi sovražniki, Čanci, so prav tako ogrožali Inke in Cuzco, Huirakoča si je prizadeval ukrotiti tega sovražnika sprva neuspešno; njegovemu sinu Cusi Jupanqui je uspelo mobilizirati plemeni Cana in Canči kot zaveznika proti Čancom. Na koncu so Čance oblegali Cuzco (tradicionalno je ta dogodek datiran v leto 1438), vendar kljub številčni premoči mesta niso uspeli zavzeti. Sčasoma jih je Cusi Jupanqui spektakularno premagal s pomočjo zaveznikov in jih je osvojil. Bojno polje se je od takrat imenovalo Javarpampa (kečua: 'krvava ravnina') in je služilo kultu spomina na to zmago, ki jo je Cusi Jupanqui želel doseči kot rešitelj, ki ga je vodil bog sonca, ki so ga v naslednjih obdobjih močno gojili.
Istega leta je Cusi Jupanqui postal deveti Sapa Inka, ki je prevzel ime Pačakútek (kečuanščina:  Pachacútec - 'Reformator sveta', 'Odrešenik zemlje'). Vojaški uspeh proti Čancem mu je očitno omogočil, da je prevladal nad svojim polbratom Urquom, ki ga je Huirakoča Inca dejansko predvidel za prestolonaslednika, ki je sledil očetu v njegov dom upokojencev. Od te spremembe oblasti, ki jo je spremljala politična, kulturna in verska sprememba, obstajajo natančnejši zgodovinski zapisi.

### Vrhunec imperija
Pačakútek, ki je domnevno prevzel vlado, ko je bil njegov oče še vedno živ, v prvi tretjini 15. stoletja velja za pravega ustvarjalca Inkovskega imperija v času njegove ekspanzivne visoke faze. Po zatrtju uporov na začetku njegove vladavine je razširil oblast v osrednjih Andih od jezera Titikaka do Junína, Arequipe in obale. Njegovi organizacijski dosežki in reforme, ki so v prvi vrsti omogočile učinkovito upravljanje z vedno večjim ozemljem, se ocenjujejo kot enaki njegovim vojaškim uspehom. Z dodelitvijo dela imperija vsaki od štirih glavnih točk je ustvaril četrtino Tawantinsuyu, imperij, sestavljen iz »štirih regij, ki pripadajo skupaj« (kečuanščina tawa 'štiri', tawantin 'štirinajst', suyu 'zemlja'; špansko Tahuantinsuyo), katerih osi so se stikale v Cuscu kot križišču; kot simbol za to je nastala zastava Inkov. Znotraj okrožij, imenovanih suyu, so obstajale manjše regionalne enote ('province'), katerih meje so temeljile na topografskih značilnostih in so večinoma imele urbano središče.
Pod Pačakútekom se je Cusco razvil v obredno, politično in kulturno središče imperija. V nasprotju s starejšim čaščenjem Virakoče, ki ga je predstavljal njegov oče, je Pačakútek svojega najljubšega boga sonca postavil za najvišjo avtoriteto bogov države Inkov; V bližini prestolnice je Pačakútek dal zgraditi kmetijske terase za gojenje koruze, da bi zagotovil oskrbo prebivalstva. Kanali do rek Saphi in Tullumayu, ki sta vodili skozi celo mesto, so prebivalce oskrbovali s svežo vodo in jih vzdrževali  čiste. Z razširitvijo in gradnjo novih prometnih cest je Pačakútek ustvaril enega najpomembnejših pogojev za širitev imperija in razumel, kako z enotno organizirano upravo, vključno s prejšnjimi vladajočimi strukturami, ki temeljijo na lokalnih enotah, zagotoviti notranjo kohezijo države. Ukrepi za standardizacijo so vključevali uveljavitev kečuanščine kot splošnega jezika in trgovskega jezika na območjih z drugimi jeziki.
Med njegovo vladavino so se ponavljale tudi vstaje in zastoji. Kljub vojaškemu uspehu je imel Pačakútek svojega brata Cápca Jupanquija, ki je kot vojaški vodja v preganjanju uporniških vojakov Čanca napredoval dlje proti severu, kot je bilo predvideno, da bi ga verjetno izločil kot konkurenta.  Drugi vladarjev brat je začel pohod proti sovražnim nižinskim ljudstvom vzhodno od Andov v džungli Montaña z namenom, da bi si podredil Amazonijo, vendar ni prišel dlje na nepreglednem območju džungle, obkroženem s sovražnimi ljudstvi. Tudi drugi osvajalski pohodi pod osebnim vodstvom Pačakúteka je propadla, ker se je moral vladar v naglici vrniti v Cuzco, da je zatrl upor. Kot kažejo novejše najdbe, pa se je Inkovski imperij znatno razširil v amazonsko nižino in ti deli Amazonke so verjetno bili pod nadzorom Inkov prej, kot smo predpostavljali na podlagi zgodovinopisnih zapisov.
Leta 1471 je bil Túpac Jupanqui deseti Sapa Inka, ki je prevzel oblast imperija od svojega očeta, s katerim je vladal nekaj časa. Pod njegovim vodstvom je imperij dosegel največjo širitev. Najpomembnejši korak je bil podreditev imperija Chimújev na pacifiški obali, edina velika sila, ki se je z imperijem širila. Menda je Inka prevzel nekatere organizacijske elemente, npr. pravokotno urbanistično načrtovanje in različne obrtne tehnike Chimújev. Nadaljnja osvajanja so služila za vključitev območij današnjega Ekvadorja do Quita in za razširitev ali konsolidacijo območja, ki so ga nadzorovali Inki v amazonski nižini ter današnjem severnem in osrednjem Čilu na območju današnjega Santiaga de Chile. Po osvojitvi Quita naj bi Inki že več kot leto dni potovali s splavi iz Ekvadorja, da bi raziskovali otoške svetove severneje.
Na skrajno južno mejo vladavine Inkov so prvotno sumili bodisi na Río Maipo (blizu Santiaga de Chile) bodisi na Río Maule približno 300 km južneje. Napredovanje Inkov na jug se je pod Jupanquijevim očetom očitno ustavilo v današnjem osrednjem Čilu, kjer naj bi se na reki Maule odvijala odločilna bitka, ki jo je vodil Inka Garcilaso in je bila neugodna za Inke. Običajno je datiran okoli leta 1485. Vendar pa so obstajali preverljivi trgovinski in socialni stiki med Indijanci Inkov in Mapučev daleč južno od Maule, vsaj do Río BíoBío. Tudi tu bi po predpostavkah arheologov lahko vplivali do sto let pred tem časom. Po poročanju kronistov so se Inki na območje severno od puščave Atacama umaknili šele v desetletjih tik pred prihodom Špancev in se odrekli nadzoru nad dolinami na jugu. Na splošno se je država Inkov v času vladavine Túpac Jupanquisa skoraj podvojila, tudi kot posledica vojn, ki so se vodile po širini med Santiagom del Estero v današnji severozahodni Argentini in Río Maule.
Pod vladavino Túpac Jupanquisa so bila utrjena vzhodna pobočja Andov. Inkovski vojvoda Guacane, potomec Inke Huayna Cápaca, je na vzhodnem pobočju Andov zgradil trdnjavo Fuerte de Samaipata, kjer je nastanil nekaj svojih žena, ki so jih ščitili evnuhi in vojaki. Kljub temu je Chiriguanu pod vodstvom njihovega poglavarja Grigote uspelo pobegniti Inkom, pobiti evnuhe, požgati trdnjavo in ugrabiti priležnice in device. Inki so se maščevali tako, da so poslali vojsko, da ponovno zavzame Samaipato, obnovi trdnjavo in jo postavi kot del obrambne črte na vzhodnih pobočjih Andov, da se zaščiti pred vdori nižinskih plemen.
Visoki dostojanstveniki manjvrednih plemen so sprva ohranili pomembne upravne funkcije. Sinove pa so morali poslati v Cuzco, kjer so se izobraževali in poučevali v slogu Inkov ter jim služili tudi kot talci. Na ta način so Inki zagotovili notranji mir in večkratna propaganda je poudarila vse prednosti, ki jih prinašajo poraženim. Túpac Jupanqui je imel štiri cesarske province, razdeljene na podpokrajine s po 10.000 gospodinjstvi (hunu), ki so bile razdeljene v skupine po 5000, 1000, 500, 100 in 50 gospodinjstev, ki so bili nato razdeljeni na enote po deset (chunka). Večje enote so vodili uradniki inkovske birokracije, manjše pa lokalno plemstvo. Ta upravna struktura, zgrajena na dovršenosti decimalnega sistema, je zaostrila osrednjo oblast po prebivalstvu, za katero je bila značilna skrajna etnična, jezikovna in kulturna diferenciacija, z zapletenim mozaikom političnih predpisov, po drugi strani pa je tudi zmanjšala privilegije že dolgo uveljavljenega plemstva. S tem se je postopoma vzpostavil sistem javnih uslužbencev, kar je občasno privedlo do množičnega nasprotovanja nezadovoljnih »naravnih provincialnih gospodarjev«.
Túpac Jupanqui se je kot prvi vladar po mitskem ustanovitelju imperija Manco Cápacom poročil s svojo sestro in z njo imel otroke. Po njegovi smrti (morda je bil umorjen) je med dvema najbližjima vdovama izbruhnilo ostro rivalstvo glede nasledstva njunih sinov, ki so se borili z vsemi sredstvi sodnih spletk do državljanske vojne. Na koncu ga je po izločitvi tekmeca leta 1493 nasledil Huayna Cápac kot enajsti Sapa Inka. V prvih letih njegove vladavine mu je pri vladnih zadevah pomagal stric. Sedež je preselil v Tomibambo (kjer je današnja Cuenca), kjer naj bi imel več kot 200 sinov in hčera. Huayna Cápac je neuspešno vodil pohode proti džungli Indijancev vzhodno od Andov in mejo na severu premaknil v težkih bitkah proti bojevitim plemenom Cara in Caragui, ki so se vzdržala in vztrajno upirala do reke Ancasmayo (natančna lokacija v današnjem Ekvadorju - Kolumbijsko obmejno območje ni določeno). V ta namen so za operacijo postavili ogromne trdnjave s kamnitimi obzidji. S tem je Tawantinsuyu dosegel svoj največji obseg in imperij je dosegel svoje upravne meje.

### Propad
Aprila 1532 je Francisco Pizarro pristal na perujski obali in zakorakal globoko v notranjost Inkovskega imperija pod nadzorom Inkov vodnikov. Pizarro je našel imperij, ki je bil vpleten v bratomorno vojno med bratoma Atahualpo in Huáscarjem. Hitra širitev Inkov in njihov prisilni režim z deportacijami je povzročil ogromno nezadovoljstvo podložnikov, kar je prispevalo k nestabilnosti imperija in vstajam narodov, ki so zdaj videli priložnost za osvoboditev, kar je Pizarro sistematično uporabljal.
Atahualpa je podcenil nevarnost, ki jo predstavljal prihod Špancev. 14. novembra 1532 je bil Pizarro v Cajamarci s 159 spremljevalci. Atahualpa je to območje zavaroval z okoli 40.000 vojaki Inkov in se z okoli 8000 moškimi pojavil v Cajamarci. Glede na veliko verjetnost je Pizarro videl svojo edino priložnost, da bi zasegel vladarja in je pripravil zasedo. Ko se je Atahualpa pojavil s spremstvom, so Španci nenadoma napadli. Inkovska vojska, panična, se ni mogla upreti, Atahualpa je bil ujet in več tisoč njenih vojakov, vključno s številnimi plemiči in častniki, je bilo pobitih (bitka pri Cajamarci).
Atahualpa je Pizarru ponudil, da se odkupi s sobo, polno zlata in srebra. V naslednjih mesecih so bili v ta namen oropani templji in zakladnice imperija. V tem času je Atahualpa še naprej vladal. Ubil je svojega brata Huáscarja, da bi mu preprečil, da bi se povezal s Španci. Maja je bilo obljubljeno zlato in srebro dostavljeno, stopljeno in razdeljeno med Pizarrove moške. Atahualpa ni bil izpuščen, ampak je bil v lažnem procesu obsojen na smrt in usmrčen z garoto 26. julija 1533.
S smrtjo Inke je imperij začel razpadati. Nekatera plemena, ki so jih prej podredili Inki, so se postavila na stran osvajalcev v upanju, da se bodo osamosvojila. General Atahualpas Quisquis, ki je zasedel glavno mesto, je zaman poskušal ustaviti Špance. Pizarro je 15. novembra 1533 prišel do Cuzca. Tam je za Sapa Inko imenoval polbrata Atahualpe in Huáscarja, Manco Cápac II. Manco Cápac je bil sprva tesno povezan s Pizarrom, vendar je kmalu spoznal, da je le lutka Špancev. Leta 1536 je organiziral splošno vstajo, oblegal Cuzco in napadel novo ustanovljeno prestolnico Limo, kar je Špance pripeljalo v hudo stisko. Na koncu pa vstaja ni uspela in Manco se je s svojimi zagovorniki umaknil v Vilcabambo na vzhodnem pobočju Andov. Od tam se je še naprej upiral španskim vsiljivcem z gverilskimi akcijami, dokler ga leta 1544 ni ubilo sedem Špancev, ki so pobegnili k njemu po notranjih španskih spopadih. Njegova sinova Sayri Túpac in Titu Cusi Jupanqui sta lahko ohranila neodvisnost Vilcabambe. Časi upora in mirnega sobivanja so se izmenjevali, dokler španski podkralj leta 1572 po umoru španskega veleposlanika Vilcabambe ni napovedal vojne. 24. julija 1572 je bil zadnji vladar Inkov Túpac Amaru dva meseca pozneje v Cuscu ujet in so mu odsekali glavo.

## Jezik
Inki so prevzeli kečuanščino kot državni jezik ter jo razširili po celotnem ozemlju svoje države, čeprav ni bila njihov prvotni jezik. Poleg tega so se lokalno uporabljali še številni drugi jeziki.

## Materialna kultura
Inki niso poznali pisave, morda pa so njihovi vzorci v tekstilu (tukapu) služili na neki način za shranjevanje informacij. Poleg tega so uporabljali vrvice z vozli imenovane (kipu) v različnih barvah, s katerimi so shranjevali števila in s tem omogočali knjigovodstvo oziroma statistiko vseh vrst blaga kot tudi prebivalstva. Niso imeli denarja in zato niso pobirali davkov v današnjem smislu. Namesto tega je njihova uradniška država izterjala tribute od podrejenih ljudstev, in sicer v naturalijah kot tudi storitvah.
Inki so imelo zelo razvito tkalstvo, s katerim so predelovali lamjo volno in bombaž.
Ena tretjina delovnega časa podložnikov je bila namenjena inkovskemu vladarju, druga tretjina starim, bolnikom, vdovam, sirotam in drugim nemočnim. Zadnjo tretjino je posameznik lahko uporabljal za vzdrževanje družine. Plemiči in uradniki so bili osvobojeni služb v vojski ter na poljih, so lahko imeli več žena in so kot edini smeli nositi nakit.
Inkovski arhitekti in zidarji so opravljali čudovita, trajna dela. Zgradili so velike stavbe iz ogromnih kamnov brez malte, med katere ni bilo mogoče poriniti rezila. Take zidove najdemo še danes, npr. ostanke bivših inkovskih palač v centru mesta Cusco, ki zdaj služijo kot temelji cerkvenih ter uradnih stavb. Tisti zidovi so preživeli več potresov, v katerih so padle druge, kolonialne stavbe. Manj pomembna poslopja ter včasih tudi nadgradnje na kamnitih temeljih pa so gradili z glinastimi zidaki.
Glavna središča inkovske države so bila povezana s cestami, med njimi 4000 km dolga in 8 m široka obalna cesta ter 5200 km dolga in 6 m široka gorska cesta v Andih, po katerih so hiteli menjalni tekači (chaski), ki so prenašali pomembna poročila do 400 km dnevno.
Inki so imeli razvito kovinarstvo. Orodje ter orožje so izdelovali iz bakra in brona. Tudi operirali so lobanje in okončine z bronastimi orodji.
Inki niso poznali niti kolesa niti pluga vlečenega z živalmi. Zemljo so obdelovali z motikami (chaki taklla), ki jih so rinili s pomočjo nog. Za preskrbo velikih količin ljudi v goratih ozemljih so gradili terase na pobočjih, ki so jih namakali z vodovodi. Presežke so shranjevali v skladiščih, v katerih je pihal veter in s tem pridelke zaščitil pred gnilobo. Krompir so sušili s nočnim zmrzovanjem. Pridelovali so koruzo, krompir, vrsto metlike kinwa, ščir (kiwicha), buče, paradižnike, arašide in paprike. Njihove domače živali so bile lame, gvanako, race, alpake in morski prašički (quwi), katerih meso so jedli.

## Bogovi
Kot tudi vsa ljudstva Andov so Inki častili boga Stvarnika Sveta (Viracocha) in Mater Zemljo (Pachamama). Poleg tega pa so slavili Očeta Sonce (Inti), ki je bil oče inkovskih vladarjev.